# Rott (Neustadt)

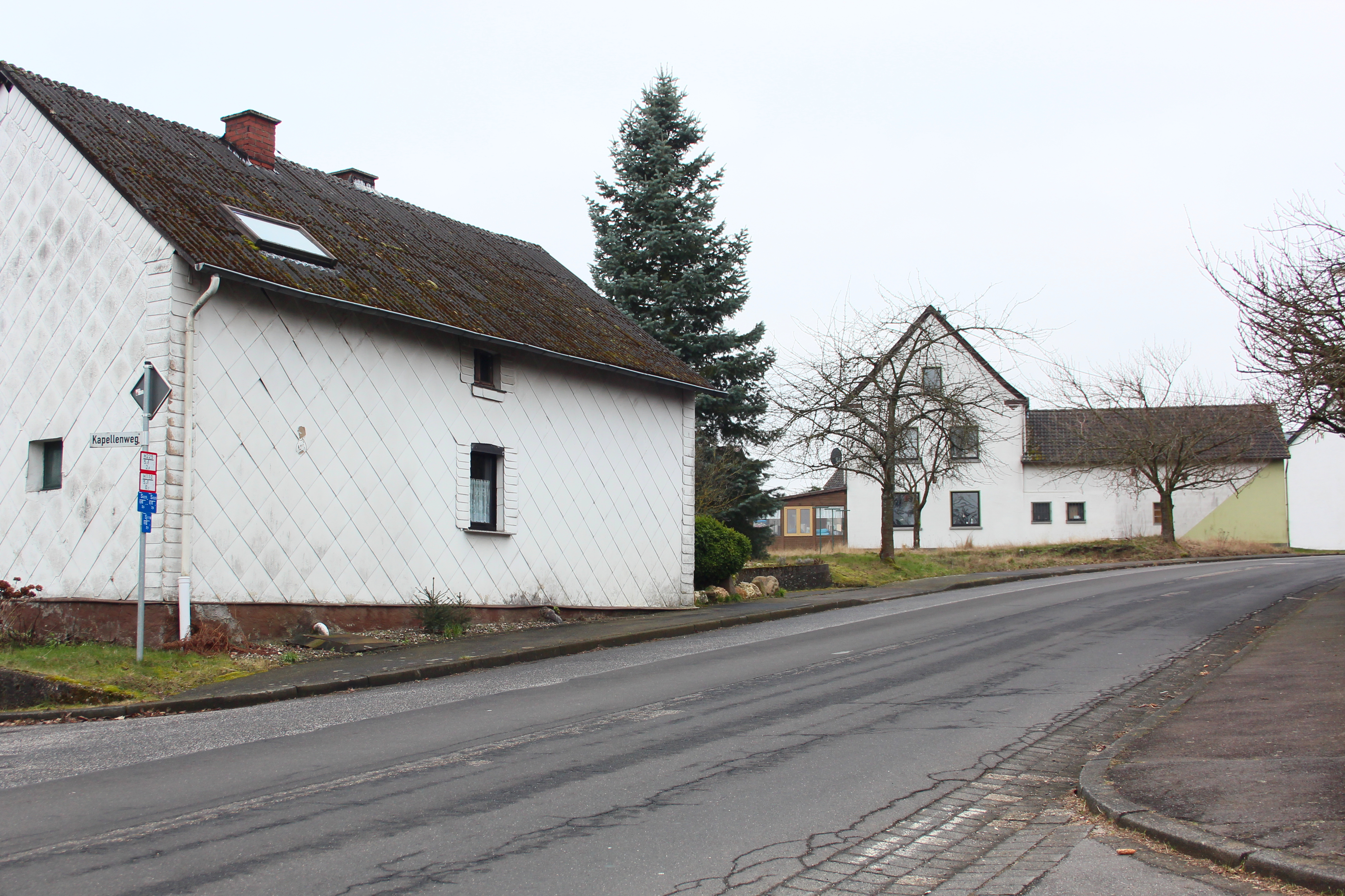
Ansicht von Rott

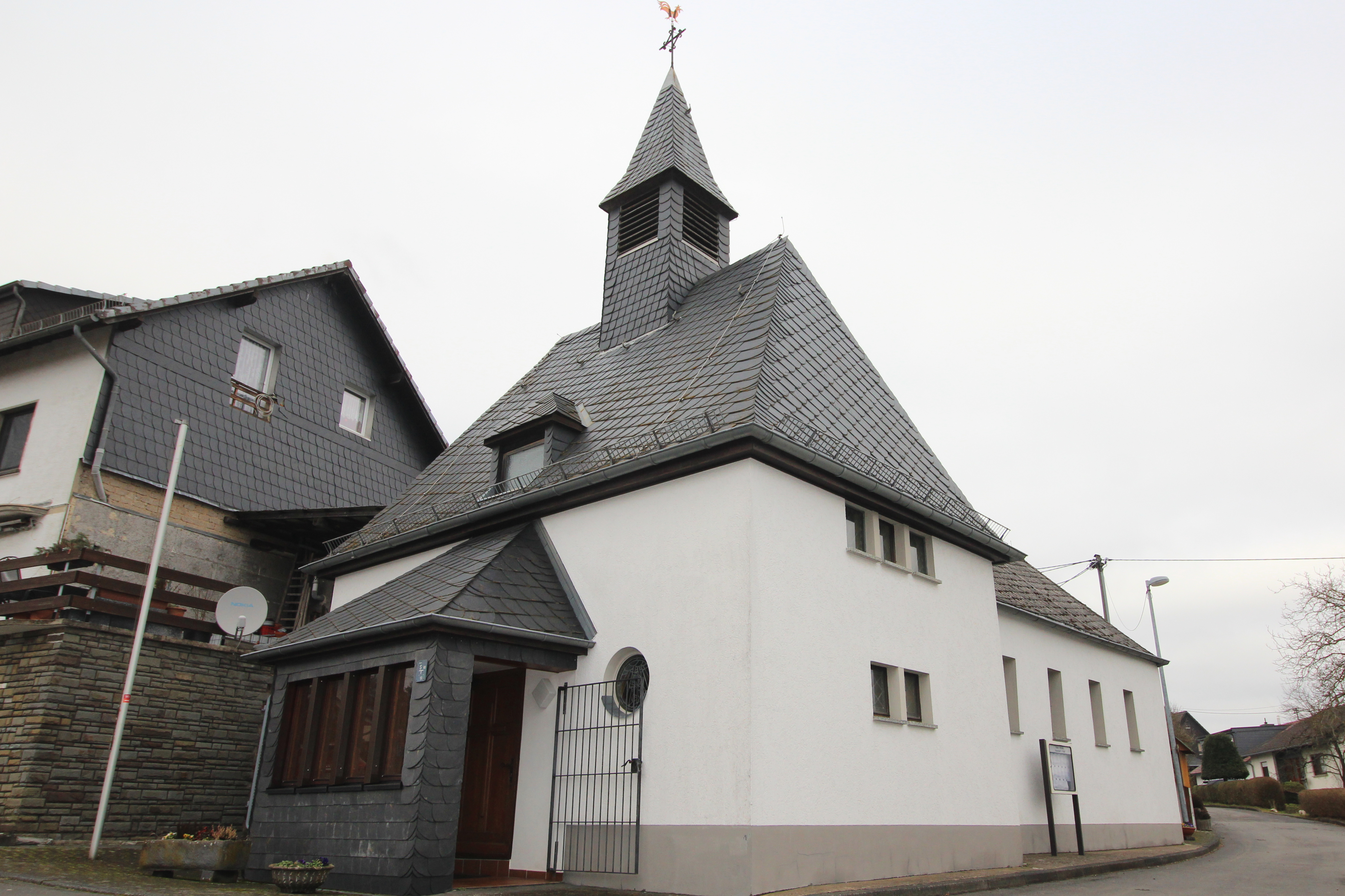
St. Maria Geburt

Rott ist ein Ortsteil der Ortsgemeinde Neustadt (Wied) im Landkreis Neuwied im nördlichen Rheinland-Pfalz.

## Geographie
Rott liegt im Naturpark Rhein-Westerwald, etwa vier Kilometer westlich vom Hauptort der Gemeinde Neustadt (Wied), auf dem sogenannten „Rhein-Wied-Rücken“ oberhalb des Waldbreitbacher Wiedtals. Die am Nordrand des Dorfs verlaufende Landesstraße 251 verbindet den Ort mit dem Wied- und dem Rheintal. Bei Rott grenzt die Gemeinde Neustadt an St. Katharinen.

## Geschichte
Der Ort ist wahrscheinlich während der Rodungsperioden im 9. und 10. Jahrhundert entstanden (Daher auch der Name Rott = Rodung). Von der Mitte des 13. Jahrhunderts bis zum Anfang des 19. Jahrhunderts gehörte die Ortschaft zum Kurfürstentum Köln. Der Ort gehörte zur Honnschaft „Elsaff im Thal“ im Kirchspiel Neustadt und zum Amt Altenwied. Im Jahr 1660 wurden in Rott fünf Höfe gezählt. Dies ist zugleich die erste sichere urkundliche Erwähnung des Ortes.
Die Herrschaft Kurkölns endete 1803 nach über 500 Jahren mit dem Reichsdeputationshauptschluss. Das kurkölnische Gebiet in dieser Region wurde zunächst dem Fürstentum Wied-Runkel zugeordnet, kam 1806 aufgrund der Rheinbundakte zum Herzogtum Nassau und nach dem Wiener Kongress 1815 zum Königreich Preußen. Von 1816 an gehörte Rott zur Gemeinde Elsaffthal im damals neu gebildeten Kreis Neuwied im Regierungsbezirk Koblenz und wurde von der Bürgermeisterei Neustadt verwaltet, die bis 1848 zum standesherrlichen Teil des Kreises Neuwied gehörte.
1817 hatte der Ort 86 Einwohner, 1846 lebten 130 Einwohner in 20 Wohngebäuden und 1885 hatte Rott 119 Einwohner, die in 23 Wohngebäuden lebten.
Seit dem 1. Januar 1969 gehört Rott zur Ortsgemeinde Neustadt (Wied). 1987 zählte Rott 176 Einwohner.

## Kultur und Sehenswürdigkeiten

### Kapelle „Mariä Geburt“
Die in der Ortsmitte stehende Kapelle „Mariä Geburt“ wurde 1824 von den Einwohnern von Rott erbaut. Als Baumaterial wurden auch Steine aus der nahe liegenden Burgruine Altenwied verwendet. 1928 wurde die Kapelle renoviert und der Chorraum angebaut. Eine Erweiterung durch einen Querbau erfolgte in den Jahren 1936/1937. Zuletzt wurde die Kapelle im Jahr 2002 renoviert. Sie bietet Platz für 120 Personen. Für die Unterhaltung der Kapelle sorgt der Kapellenerhaltungsverein. Die Kapelle „Mariä Geburt“ in Rott ist eine Filialkirche der katholischen Pfarrei „St. Margarita“ in Neustadt, die zum Bistum Trier gehört.

### Vereine
- Der „Dorfgemeinschaft Rott  e.V.“ ist ein Zusammenschluss von Rotter Einwohnern zur Erhaltung der Dorftradition. Die Entstehung der Dorfgemeinschaft geht auf das Jahr 1904 zurück. Zu den Aktivitäten der Dorfgemeinschaft gehört die Ausrichtung des „Dorffestes“ und der Kirmes sowie das Setzen des Maibaums.
- Die „St. Sebastianus Schützenbruderschaft Rott-Wied e. V.“ wurde 1925 gegründet. Sie ist der größte Verein in Rott. Das Schützenhaus ist der einzige Veranstaltungsort im Dorf. Am 16. Oktober 2018 brannte das 1965 gebaute Vereinshaus der Schützenbruderschaft Rott-Wied e. V. komplett nieder. Durch Eigenleistung der Mitglieder und mit öffentlicher Unterstützung wurde es bis zum Juni 2021 wieder aufgebaut und Anfang September 2021 anlässlich der Kirmes offiziell eingeweiht.[6][7][8]

### Regelmäßige Veranstaltungen
- 30. April – 1. Mai: Maibaumstellen und Maifest
- Juli: Dorffest auf dem Spielplatz
- 1. Wochenende im September: Schützenkirmes Rott
- 11. November: Martinszug

## Wirtschaft und Infrastruktur
- Das größte Unternehmen in Rott ist die 1946 gegründete „Stürtz Maschinenbau GmbH“ mit etwa 220 Beschäftigten.

## Persönlichkeiten
- Roman Lob lebt in Rott